# Бялковская, Эва
Эва Бялковская-Крысяк (урожд. Бялковская пол. Ewa Białkowska-Krysiak; род. 19 марта 1959 года, Эльблонг) — польская конькобежка, чемпионка Польши и 7-кратная призёр чемпионата Польши, 2-кратная рекордсменка Польши. Выступала за клуб "ZKS Olimpia Elbląg".

## Биография
Эва Бялковская занялась спортом в начальной школе Эльблонга. Учителем физкультуры у неё в школе была знаменитая олимпийка Хелена Пилейчик. Эва начинала с волейбола, а кататься на коньках стала случайно. На молодёжной спартакиаде выступала за конькобежную команду "Orzeł" под руководством тренера Пилейчик, где показала хорошие результаты. В 1974 году она стала членом клуба конькобежного спорта "ZKS Olimpia Elbląg".
В 1975 году она стала третьей на 4-й польской Спартакиаде молодёжи, а в 1977 году выиграла серебро в мини-многоборье среди юниоров на чемпионате Польши. В то время она окончила среднюю школу и поступила в Академию физического воспитания в Варшаве. В 1978 и 1979 годах становилась чемпионкой юниорского чемпионата Польши. С 1978 года стала участвовать на взрослом чемпионате Польши, и в 1979 году дебютировала на чемпионате мира в спринтерском многоборье, где стала 23-й. 
В 1980 году Эва участвовала впервые на чемпионате мира в классическом многоборье и заняла 27-е место. В феврале она побила рекорд на 5000 м, установленный её тренером Хеленой Пилейчик. Через месяц на чемпионате Польши она завоевала бронзовую медаль в многоборье, а через год стала серебряным призёром. В том же 1981 году дебютировала на чемпионате Европы, где заняла 15-е место в сумме многоборья и 23-е место на чемпионате мира в классическом многоборье.
В 1982 году Эва выиграла чемпионат Польши в многоборье, а на чемпионате мира в классическом многоборье заняла 24-е место. На следующих мировых первенствах в классическом многоборье в 1983 году стала 24-й, в 1984 заняла 28-е место. На спринтерском чемпионате мира в 1982 была 28-й. На чемпионате Польши ещё по разу выиграла серебряные медали в классическом и спринтерском многоборьях. В 1983 году она получила травму во время силовой тренировки в городе Стегны, что сказалось на её результатах в дальнейшем. Длительная реабилитация не помогла и она завершила карьеру спортсменки.

## Карьера тренера
Эва Бялковская получила степень магистра спорта в Академии физического воспитания Юзефа Пилсудского в Варшаве, вернулась в Эльблонг и устроилась на работу тренером в конькобежный клуб "Orzeł" в родном городе. Там она тренировала молодые таланты, которые защищают цвета клуба на международной арене. С 2002 года была тренером национальной мужской сборной и на Олимпийских играх в Турине. После начала готовить женскую сборную Польши к Олимпиаде 2010 года. Её подопечные Катажина Бахледа-Цурусь, Катажина Возняк и Луиза Злотковская стали бронзовыми призёрами олимпиады в Ванкувере. Эа этот успех Эва получила награду за выдающийся вклад в развитие польского спорта и достижения в учебной работе из рук президента Польши Леха Качиньского. По случаю 90-летия Польской ассоциации конькобежцев она получила золотую медаль «За заслуги перед
Польским олимпийским комитетом» В 2013 году Эва Бялковская была кандидатом на пост президента Эльблонга. Позже она работала руководителем подготовки в польском Союзе конькобежного спорта.

## Личная жизнь
Эва замужем за Ришардом Крысяком. У них есть дочь Магда. Семья живёт в Эльблонге.

## Награды
- 2010 год - получила награду за выдающийся вклад в развитие польского спорта и

достижения в учебной работе.
- 18 марта 2011 года - удостоена звания «Тренер года 2010» Польским олимпийским комитетом.
- 2011 год - награждена золотой медалью «За заслуги перед Польским олимпийским комитетом».